# HMS Cossack (1937)
HMS Cossack (Корабль Его Величества «Казак») — британский эскадренный миноносец типа «Трайбл», принимавший участие во Второй мировой войне.
Назван в честь казаков, как часть из серии названий миноносцев в честь разных народов и этнических групп.

## Вооружение
На момент вступления в строй «Казак» имел следующее вооружение:
- 8 120-мм морских орудий Mk XII[англ.] в четырёх спаренных установках Mk XIX (4.7-inch Twin Mk. XIX). 300 снарядов на ствол (200 фугасных, 50 осколочных с дистанционным взрывателем и 50 осветительных);
- 1 четырёхствольная 40-мм зенитная установка «Виккерс» Mk VII;
- 2 счетверённых 12,7-мм зенитных пулемёта «Виккерс»;
- 4 пулемёта «Lewis» калибра 7,71 мм;
- 1 бомбосбрасыватель, 2 бомбомёта и 20 глубинных бомб;
- 1 четырёхтрубный 533-мм торпедный аппарат с четырьмя торпедами Mk IX.

Одна из спаренных установок была заменена на 102-мм зенитные орудия Mk XVI в спаренной установке Mk XIX. Эта артсистема, широко применявшаяся на флоте, вела огонь снарядами массой 15,88 кг, имела угол возвышения 80° и скорострельность 12 выстрелов в минуту. Новая «спарка» была установлена на позицию X вместо стоявшей там ранее 120-мм установки.
«Казак» был перевооружён в мае 1940 года в ходе ремонтных работ на верфи «Thornycroft» в Саутгемптоне.

## Служба

### Предвоенные месяцы
После вступления в строй «Казак» был включен в 4-ю флотилию (командир флотилии кэптен Кресуолл), входившую в состав британского Средиземноморского флота.
2 августа 1939 года «Казак» посетил Стамбул в составе британской эскадры.

### Вторая мировая война

#### 1939
3 сентября 1939 эсминец назначен в охранение конвоев из Марселя в средиземноморские порты.
В конце сентября союзникам стало ясно, что Италия не торопится вступать в войну. 4-я флотилия эсминцев покинула Средиземноморье и прибыла в метрополию.
В ноябре «Казак» приступил к конвойной службе в Северном море в составе всё той же 4-й флотилии, базировавшейся на Розайт.
7 ноября эсминец столкнулся с SS Borthwick. Погибли четверо моряков, корабль был вынужден отправиться в Лейт для ремонта, продлившегося до начала января 1940 года. В ходе ремонта на корабле заменили лопатки турбин.

#### 1940
9 января 1940 года отремонтированный «Казак» вновь включился в конвойную службу в Северном море.

##### Инцидент с «Альтмарком»

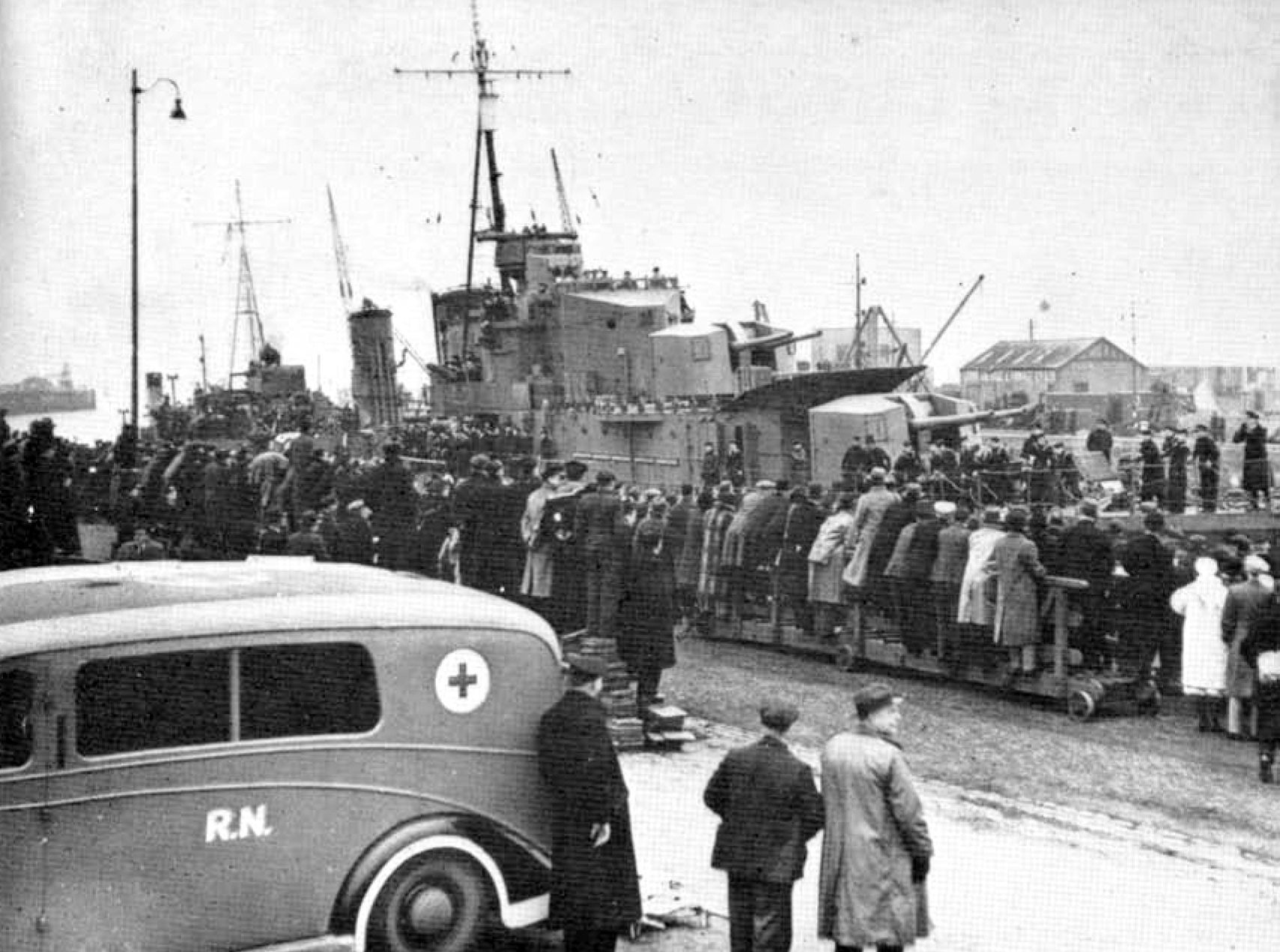
«Казак» вернулся в Лейт с освобождёнными британскими моряками. 17 февраля 1940 года.

Германское вспомогательное судно, танкер «Альтмарк» (нем. Altmark), сопровождавший и дозаправлявший тяжёлый крейсер «Адмирал граф Шпее», после гибели последнего направлялся из Южной Атлантики в Германию, имея на борту около 300 пленных с потопленных «Шпее» судов.
Преследуемый британскими эсминцами танкер попытался укрыться в Йосингфьорде в юго-западной части нейтральной Норвегии. 16 февраля «Казак» под командованием капитана 1-го ранга Филипа Виана вошёл в норвежскую бухту вслед за «Альтмарком» и применил с санкции Черчилля силу — высадил на танкер абордажную команду и освободил пленных, несмотря на то, что вблизи находились норвежские корабли. Во время этой акции было убито 7 немцев. Команда была оставлена на судне, «Альтмарк» в ходе нападения сел на камни, но впоследствии смог самостоятельно добраться до немецкого порта.
17 февраля «Казак» доставил освобождённых моряков в Лейт , где его ждали тёплая встреча и внимание прессы, после чего встал на ремонт для устранения повреждений, полученных корпусом при абордаже.
23 февраля эсминец вернулся в строй.

##### Вторая битва за Нарвик
7 апреля британский самолёт обнаружил вблизи датских берегов крупное германское соединение. Адмиралтейство решило, что немцы пытаются прорваться в Атлантику. Поздним вечером Флот метрополии вышел на перехват. «Казак» вместе с 4-й флотилией выдвинулся из Розайта. Весь следующий день англичане провели в море, а утром 9 апреля стало известно о внезапной высадке немцев в Норвегии.
Англичане сумели блокировать в северном норвежском порте Нарвик отряд немецких эсминцев, доставивший десант. 10 апреля английские эсминцы атаковали немцев, потопив два из десяти эсминцев и корабль снабжения ценой потери двух собственных кораблей. Адмиралтейство намеревалось покончить с оставшимися эсминцами противника, испытывавшими нехватку топлива и боеприпасов. Для решения этой задачи было сформировано ударное соединение из линкора «Уорспайт» и 9 эсминцев, в числе которых был и «Казак» (коммандер Шербрук).
Второе сражение за Нарвик началось 13 апреля 1940 года. В полдень британская эскадра вошла в Уфут-фьорд, разделившись на три группы. «Казак» совместно с «Кимберли» и «Форестером» шёл в левой группе, находясь чуть впереди её. В 12:28 с «Казака» заметили вражеский эсминец и открыли по нему огонь с предельной дистанции, который, впрочем, прекратили после второго залпа ввиду невозможности наблюдать места падения снарядов. Изморозь, оседавшая на линзах прицелов и дальномеров, затрудняла наводку.
Гидросамолёт-разведчик «Суордфиш» Мк I, выпущенный с «Уорспайта» ещё на входе во фьорд, обнаружил немецкую субмарину U-64 и потопил её, после чего передал световой сигнал о притаившемся у южного берега эсминце в миле впереди. В ходе дальнейших событий британские эсминцы вступили в маневренный бой с кораблями противника, методично уничтожая их один за другим.
В 15:15 «Казак», поддерживаемый артиллерией «Уорспайта», вошёл в гавань Нарвика, где был встречен меткими залпами «Дитера фон Рёдера». В ходе короткой артиллерийской дуэли (у немцев скоро кончились боеприпасы и они покинули свой корабль) «Казак» получил четыре попадания, потеряв при этом 11 человек убитыми и 19 ранеными. Был перебит главный паропровод, уничтожен пост управления огнём. Один из снарядов вывел из строя рулевое устройство. Лишённый управления британский корабль в 15:22 выскочил на мель у Анкенеса. Командир «Казака», видя, что вражеский корабль покинут экипажем, решил взять эсминец в качестве приза, однако, на счастье англичан, отказался от этой затеи. Вскоре немецкий эсминец сотряс сильнейший взрыв: сработали подрывные заряды, заложенные немецкими моряками.
Севший на мель «Казак» был обстрелян немецкой гаубичной батареей, не добившейся попаданий.
Подведя итоги боя, старший артиллерист «Казака» доложил об израсходовании 850 снарядов главного калибра и более 500 выстрелов «пом-пома». За прекрасное управление кораблём в этом бою коммандер Шербрук был награждён орденом «За выдающиеся заслуги».
Снять эсминец с мели удалось лишь на следующий день во время прилива, после чего его наскоро подлатали и 26 апреля отправили в Англию. 30 апреля эсминец встал на ремонт в Саутгемптоне на верфи «Thornycroft», где и пробыл до июня.

##### Бой в районе Эгерсунна
13 октября самолёт Берегового командования заметил вблизи норвежских берегов немецкий конвой. На перехват из Розайта вышла 4-я флотилия эсминцев кэптэна Виана: однотипные «Казак», «Ашанти», «Сикх», «Маори» и «Зулу». Последний на выходе из залива подорвался на акустической мине и был вынужден вернуться в порт.
Около полуночи эсминцы обнаружили конвой в районе Эгерсунна. Завязался скоротечный бой. Немцы поспешили уйти под прикрытие береговых батарей, однако артиллерийским огнём «трайблов» было уничтожено вспомогательное судно «Нетце» (1025 брт), а флагманский «Казак» торпедами отправил на дно сетевой заградитель «Генуя» (1949 брт).

#### 1941

##### Ночная атака «Бисмарка»
Ночью 27 мая «Казак» совместно с однотипными «Сикхом», «Зулу» и «Маори» предпринял безуспешную атаку германского линкора «Бисмарк».
Командовавший эсминцами капитан Виан после неудачной вечерней атаки, отбитой огнём «Бисмарка» без последствий для обеих сторон, пришел к выводу, что в условиях сильного шторма, ограниченной видимости и точного огня противника скоординированная торпедная атака оказалась невозможной. Поэтому он после полуночи приказал всем кораблям атаковать самостоятельно, как только представится случай.
Первым атаковал «Маори» и после длительного маневрирования под огнём «Бисмарка» в 2:21 выпустившей по линкору четыре торпеды с дистанции две с половиной мили. «Зулу» воспользовался тем, что противник был отвлечен атакой «Маори» и обстреляв «Бисмарк» осветительным снарядом, в 1:37 выпустил 2 торпеды с дистанции две мили. Таким образом, «Зулу» начал атаку позже, но выпустил «боевые рыбки» раньше, чем «Маори».
«Казак» атаковал в 1.40 и выпустил 3 торпеды в правый борт «Бисмарка» с дистанции три мили. «Сикх» выпустил 4 торпеды с дистанции три с половиной мили. После этого контакт с линкором ими был утерян на несколько часов. После повторного обнаружения противника в 5:50 «Маори» атаковал его и около 7:00 выпустил по нему две свои последние торпеды. После этого британские эсминцы заняли позиции вокруг «Бисмарка», обложив его с четырёх сторон с единственной задачей поддерживать контакт в ожидании подхода британских линкоров, которые должны были покончить с поврежденным германским рейдером.
Несмотря на то, что на «Зулу», «Маори» и «Сикх» утверждали, что по крайней мере одна из их торпед попала в «Бисмарк», в действительности этого не было и германский линкор не пострадал. Виной тому были бурные погодные условия и большая дистанция выпуска торпед. Тем не менее атаку в определённом смысле можно считать успешной, поскольку «Бисмарк» потерял почти час и драгоценное топливо, маневрируя на полном ходу, и был потоплен в 10:39 результате боя с британскими линкорами «Родни» и «Кинг Джордж V». После потопления «Бисмарка» на борт «Казака» был поднят кот, принадлежавший команде немецкого линкора. Этому коту суждено было пережить 3 корабля, на которых он «служил».

#### Гибель
23 октября 1941 года «Казак» сопровождал конвой из Гибралтара в Великобританию, когда был поражён торпедой, выпущенной немецкой подводной лодкой U-563 под командованием Клауса Баргштена. Торпеда попала в носовую часть перед мостиком. В результате взрыва был оторван нос корабля и погибли командир корабля и 158 членов команды. 25 октября вышедший из Гибралтара буксир взял «Казака» на буксир, но погода ухудшилась, и 26 октября буксировочный трос соскользнул. 27 октября 1941 года «Казак» затонул в Атлантике к западу от Гибралтара.

## Интересные факты
- Одним из выживших «Казака» оказался легендарный Непотопляемый Сэм — корабельный кот, который пережил за свою жизнь три крушения кораблей.